# Thiénot

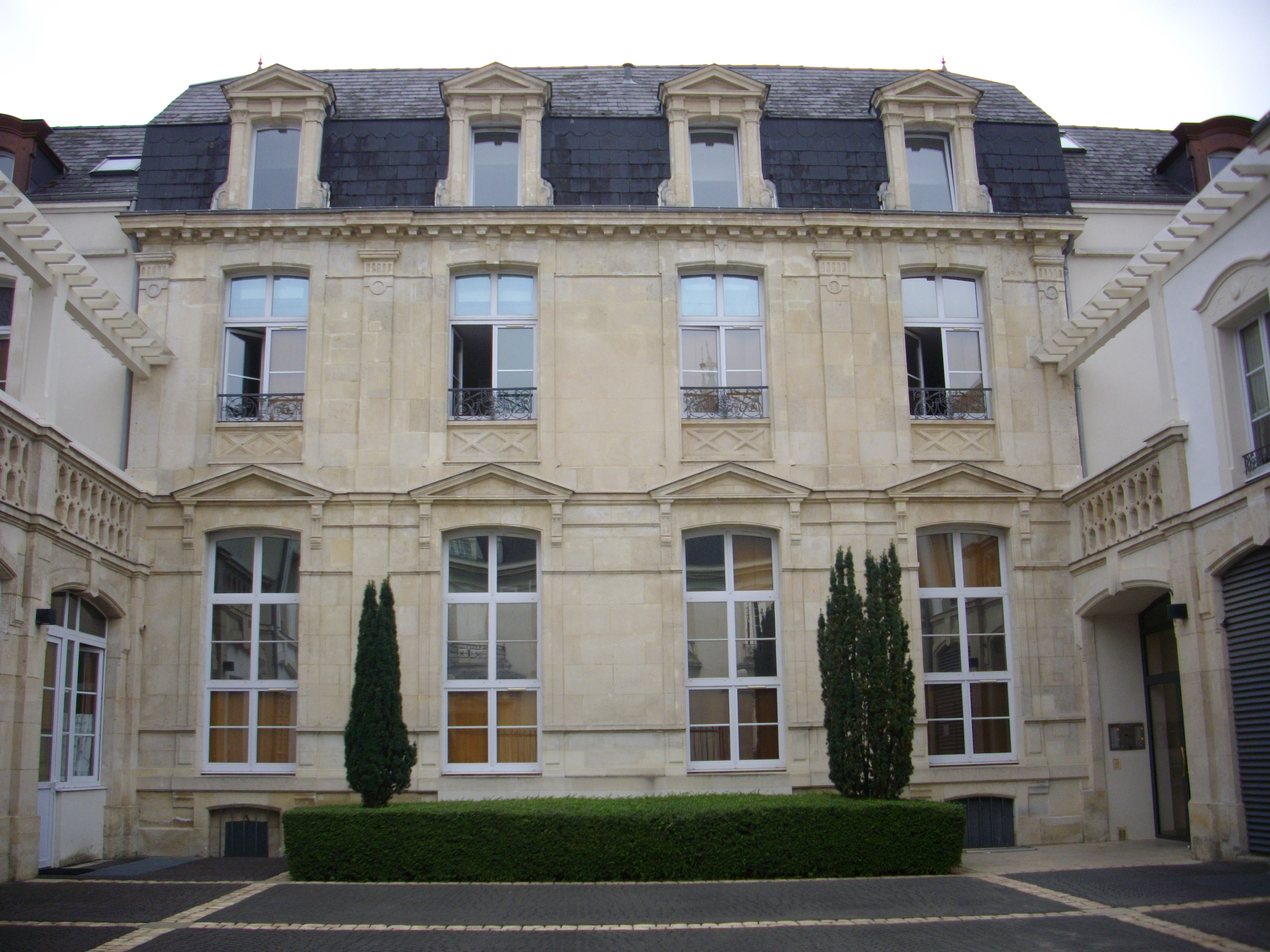
Reims - 16 rue des Moissons

Thiénot is een in 1985 in Reims opgericht champagnehuis. Het huis verkoopt onder anderen vier cuvées de prestige, de Cuvée Alain Thiénot (Vintage), Cuvée Stanislas (Vintage), Cuvée Garance (Vintage) en La Vigne aux Gamins (Vintage). Het bedrijf is eigendom van de Groupe Thiénot, die ook Marie Stuart, Joseph Perrier en Canard-Duchêne bezit.

## Geschiedenis
Alain Thiénot was een wijnmakelaar (courtier en vins de Champagne) sinds 1970 die na aankoop van wijngaarden zijn eigen champagnehuis heeft gesticht in 1985. Zijn vader was directeur van Irroy dat eigendom van Taittinger was. Hij kocht om te beginnen de diepe kelders van het huis Castille in Reims en 6 hectare wijngaarden in Ay, waaronder een perceel van Krug. Later kocht hij wijngaarden in de grand- en premier cru-gemeenten Dizy, Le Mesnil-sur-Oger, Cumières, Pierry en Hautvillers. De 27 hectare wijngaard voorziet in 60% van het benodigde fruit. De rest wordt gekocht van de wijnboeren in de Champagne.
Alain Thiénot bezit ook Château de Ricaud dat Cadillac Côtes de Bordeaux en de zoete Loupiac maakt, en in Graves Château Rahoul en Château La Garance. In Saint-Émilion kocht hij Château Haut Gros Caillou met 40 hectare wijngaard. 

## Champagnes
- De Brut champagne is de meest verkochte champagne en het visitekaartje van het huis. De wijn bestaat voor 45% uit chardonnay, 35% uit pinot noir en 20% uit pinot meunier. De wijn werd met 20% reserve uit de kelders aangevuld. Zo kan het huis garanderen dat de brut ook in mindere wijnjaren van de gewenste kwaliteit is en wordt de stijl van het huis gehandhaafd.
- De Brut Millésime is een millésime uit gelijke delen chardonnay en pinot noir waarvoor alle druiven in hetzelfde wijnjaar zijn geplukt.
- De Rosé is een roséchampagne. Thiénot gebruikte 45% pinot noir waarvan een deel tot rode wijn was gevinificeerd. Verder gebruikte men 35% chardonnay en 20% pinot meunier.
- De Cuvée Stanislas (Vintage) is een millésime blanc de blancs van druiven uit de Côte des Blancs.
- De Cuvée Alain Thiénot (Vintage) is een millésime van 60% chardonnay van de Côte des Blancs en 40% pinot noir van de Montagne de Reims.
- De Cuvée Garance (Vintage) is een millésime blanc de noirs, een witte wijn van blauwe, de Fransen zeggen "zwarte", druiven. Hiervoor werd alleen de pinot noir gebruikt.
- De La vigne aux Gamins (Vintage) is een millésime blanc de blancs van chardonay uit de grand cru-gemeente Avize. De druiven zijn afkomstig van oude wijnstokken.